# San Casimiro, Re di Polonia
San Casimiro, Re di Polonia, oratorio de Alessandro Scarlatti, escrito para solistas (SSSAT(B) o (SSATT(B) y orquesta, y estrenado en Florencia en la Compagnia della Purificazione di Maria Vergine e di S Zenobi detta di S Marco en 1705.

## San Casimiro, rè di Polonia
Oratorio a cinque con stromenti
| Regio Fasto             | soprano          |
| Amor Profano            | soprano o tenore |
| Castità                 | soprano          |
| Umilità                 | alto             |
| S. Casimiro             | tenore           |
| Coro à cinque col basso | (coro)           |

### Parte Prima
- Introduzione
- Aria (Amor Profano) - "Miei spirti guerrieri"
- Recitativo arioso (Amor Profano) - "Con Casimiro il forte"
- Aria (Amor Profano) - "L'ardire, l'ardire destate"
- Recitativo (Amor Profano) - "Mà nò, deh cessi omai"
- Aria (Amor Profano) - "Se non allerto"
- Recitativo arioso (Regio Fasto) - "Folle garzon che tenti?"
- Arioso (Regio Fasto) - "Ben trionfar saprà"
- Aria (Regio Fasto) - "Mal sicuro è un regio Soglio"
- Recitativo (Amor Profano, Regio Fasto) - "Ascolta amica, ascolta"
- Aria (Regio Fasto) - "E`viltade, e non è gloria"
- Recitativo (Castità) - "Frenate omai l'ardire"
- Aria (Castità) - "Franto hai l'arco Arcier alato"
- Recitativo arioso (Umilità) - "Ed io, che mille volte"
- Aria (Umilità) - "A che fonda uman pensiero"
- Recitativo a due (Regio Fasto, Amor Profano, Castità, Umilità) - "E tanto ardira imbelli?"
- Aria (Amor Profano) - "L'ardire destate"
- Recitativo (Regio Fasto) - "La vittoria è sicura, che ogni core forza"
- Aria a due (Regio Fasto, Amor Profano) - "Al serto le rose"

### Parte Seconda
- Aria (S. Casimiro) - "Alma mia, che fai, che pensi?"
- Recitativo (S. Casimiro) - "Quanto, quanto s' inganna"
- Aria (S. Casimiro) - "In te solo o sommo nume"
- Recitativo (Regio Fasto) - "Dunque vile, e negletto"
- Aria (Regio Fasto) - "Che ti giova o Prence invitto"
- Recitativo (Umilità, S. Casimiro) - "Che glorie, che troferi"
- Aria (Regio Fasto) - "De sensi all'incanto"
- Recitativo (Regio Fasto, Umilità) - "Casimiri tinganni"
- Aria (Umilità) - "Al mondo vano"
- Recitativo (Regio Fasto) - "Pur da maggiori tuoi"
- Aria a due (Regio Fasto, Umilità) - "Mira pur gli antichi allori"
- Recitativo (S. Casimiro) - "Fra contrari pensieri"
- Aria (S. Casimiro) - "Già, già di fede"
- Aria e Coro finale (Regio Fasto, Coro) - "L'umiltá di Casimiro"

Alessandro Scarlatti